# Танияма, Ютака
Ютака Танияма (яп. 谷山 豊 ; 12 ноября 1927 — 17 ноября, 1958) — японский математик, наиболее известный по выдвижению гипотезы, носившей его имя, а теперь называющейся теоремой Таниямы — Шимуры.

## Гипотеза Таниямы
Гипотезу Таниямы, впоследствии ставшей теоремой Таниямы — Шимуры, Ютака Танияма выдвинул после встречи с Андре Вейлем, чьё предложение было им переформулировано вместе с Горо Шимурой. С этой гипотезой хоть и связаны имена Таниямы, Шимуры и Вейля, но основная идея принадлежит Танияме.
В 1986 году Рибет доказал, что если гипотеза верна, то верна и Великая теорема Ферма, что и заставило Эндрю Уайлса в течение многих лет втайне работать над этой теоремой, а впоследствии и доказать ту её часть, которой было достаточно для доказательства Великой теоремы Ферма. Сама теорема целиком была окончательно доказана в 1999 году.

## Гибель
По непонятным причинам Танияма покончил жизнь самоубийством, оставив записку:
До вчерашнего дня у меня не было цели покончить с собой. Но некоторые должны были обратить внимание, что в последнее время я устал и физически, и морально. Причину моего самоубийства я не могу и сам понять, но это не результат какого-то конкретного события, нет никаких особенных причин. Единственное, что я точно знаю, — я потерял веру в будущее. Может быть, есть кто-то, для кого моё самоубийство будет ударом. Я искренне надеюсь, что это событие не бросит тень на будущее этого человека. Во всяком случае, я не могу отрицать, что это будет предательством с моей стороны, но прошу простить меня за это последнее осознанное действие, которое я совершаю в своей жизни.
Хоть эта записка и загадочна, она говорит об усталости и потере веры в будущее. Идеи Таниямы осуждались как безосновательные, а его поведение вообще иногда становилось странным. Горо Шимура говорил, что Танияма страдал от депрессии.
Примерно через месяц Мисако Судзуки, девушка, на которой он планировал жениться, также покончила жизнь самоубийством, оставив записку: «Мы обещали друг другу, что что бы ни случилось, мы всегда будем вместе. Теперь, когда он ушёл, я тоже должна уйти, чтобы присоединиться к нему».
После смерти Таниямы Горо Шимура сказал, что:
Он всегда был добр к своим коллегам, особенно к своим подчинённым, и он искренне заботился об их благополучии. Он был моральной поддержкой тех, кто общался с ним на математические темы, включая, конечно, и меня. Возможно, он никогда не осознавал этой своей роли, которую он играл для нас. Но я чувствую это сильнее, чем когда он был жив. Но никто не смог оказать ему хоть какую-нибудь поддержку, когда он очень сильно нуждался в ней. И от этого моя боль ещё сильнее.